# 西平府
西平府，北宋咸平五年（1002年），西夏改灵州置。
治所在今宁夏回族自治区灵武市西南。因五代后西夏李氏世袭西平王，故名。次年自夏州迁都于此，至天禧四年（1020年）又迁兴州。辖境约当今宁夏回族自治区灵武市、吴忠市及青铜峡市的河东地区。乾定四年（1226年）地入蒙古，仍为灵州。 